# Силва, Робсон да
Робсон Каэтано да Силва (порт. Robson Caetano da Silva, р. 4 сентября 1964) — бразильский легкоатлет, призёр Олимпийских игр.
Родился в 1964 году в Рио-де-Жанейро. В 1984 году принял участие в соревнованиях по бегу на 200 м и в эстафете 4×100 м на Олимпийских играх в Лос-Анджелесе, но не завоевал медалей. В 1987 году стал серебряным призёром Панамериканских игр и бронзовым призёром чемпионата мира. В 1988 году завоевал на дистанции 200 м бронзовую медаль Олимпийских игр в Сеуле. В 1991 году стал обладателем двух золотых медалей Панамериканских игр. В 1992 году принял участие в Олимпийских играх в Барселоне, где в беге на 200 м и в эстафете 4×100 м занял 4-е места. В 1996 году на Олимпийских играх в Атланте стал обладателем бронзовой медали в эстафете 4×100 м.